# Jardines de la Silla
Jardines de la Silla är en ort i Mexiko.   Den ligger i kommunen Juárez och delstaten Nuevo León, i den centrala delen av landet, 700 km norr om huvudstaden Mexico City. Jardines de la Silla ligger 512 meter över havet och antalet invånare är 53 742.
Terrängen runt Jardines de la Silla är varierad. Runt Jardines de la Silla är det tätbefolkat, med 343 invånare per kvadratkilometer. Närmaste större samhälle är Ciudad Guadalupe, 8,7 km nordväst om Jardines de la Silla. I omgivningarna runt Jardines de la Silla växer i huvudsak blandskog.